# IC 2122
IC 2122 ist eine elliptische Galaxie vom Hubble-Typ E-S0 im Sternbild Columba am Südsternhimmel. Sie schätzungsweise 203 Millionen Lichtjahre von der Milchstraße entfernt.
Das Objekt wurde am 19. November 1897 von Lewis Swift entdeckt.